# Colanthelia
Colanthelia is een geslacht uit de grassenfamilie (Poaceae). De soorten van dit geslacht komen voor in Brazilië.

## Soorten
Van het geslacht zijn de volgende soorten bekend: 
- Colanthelia burchellii
- Colanthelia cingulata
- Colanthelia distans
- Colanthelia intermedia
- Colanthelia lanciflora
- Colanthelia macrostachya
- Colanthelia rhizantha